# Nice for What
«Nice for What» — песня, записанная канадским певцом и композитором Дрейком с его пятого студийного альбома Scorpion, вышедшая 6 апреля 2018 года.
Песня дебютировала на позиции № 1 в американском хит-параде Billboard Hot 100, сместив его же Дрейка сингл «God’s Plan» и став пятым чарттоппером певца в США. Она также сразу возглавила британский чарт UK Singles Chart, став его вторым там чарттоппером 2018 года после «God’s Plan».

## История
Песня «Nice for What» получила положительные отзывы музыкальных критиков и интернет-изданий, многие из них высоко оценивают её вклад в вопросы расширения прав и возможностей женщин.
Хью Макинтайр из журнала «Forbes» считает «отлично построенную» песню «еще одним отличным творением от самого значимого исполнителя в хип-хопе», написав, что «вокальные семплы помогают треку выделяться из большей части остальной его дискографии».
Кевин Лозано из сетевого издания Pitchfork наградил песню званием «Лучший новый трек» («Best New Track»), восхваляя Дрейка за «плавную обработку безупречного производства от продюсера Murda Beatz» и называя песню «фантастическим образцом хип-хоп» и «одним из самых совершенных релизов Дрейка за последнее время».
Крис Девилль из "Stereogum называет песню «большим, нахальным, громким новаторским продуктом Нового Орлеана», описывая её как «чрезвычайную заявку на продолжение коммерческого доминирования».

## Коммерческий успех
В США Дрейк дебютировал на первом месте хит-парада Hot 100 и стал первым в истории исполнителем, кто дважды подряд сразу дебютировал на вершине американского чарта (после предыдущего «God’s Plan»). «Nice for What» стал 30-м синглом в истории журнала Billboard, которому удалось сразу попасть на вершину чарта. Он также стал пятым чарттоппером для Дрейка, включая три, где он был ведущим исполнителем. Песня также стала первой в истории, дебютировавшей в чарте Mainstream R&B/Hip-Hop в лучшей десятке top 10.
Песня «Nice for What» поставила абсолютный рекорд в истории американских хит-парадов журнала Billboard, так как она 4 раза поднималась на первое место чарта, чего ранее не удавалось сделать ни одному синглу в истории. Сначала она дебютировала на № 1 (21 апреля 2018, где четыре недели лидировала подряд), затем повторно взошла на вершину ещё на две недели (2 июня), третий раз подскочила на первое место (23 июня, но лишь на одну неделю) и четвёртый раз на № 1 попала 14 июля (на одну неделю). В сумме трек «Nice for What» пробыл на вершине 8 недель. Последний раз в 2015 году три раза на первое место поднимался хит The Weeknd «Can’t Feel My Face».

## Музыкальное видео
Режиссёром видеоклипа стала Karena Evans. В нём внимание сфокусировано на женщинах, выполняющих различные виды деятельности, включая плавание, танцы, роли моделей и наездниц на лошадях. Он включает в себя выступления следующих гостей (актрис и моделей), в порядке появления: Оливия Уайлд, Misty Copeland, Issa Rae, Рашида Джонс, Jourdan Dunn, Tracee Ellis Ross, Tiffany Haddish, Яра Шахиди, Зои Салдана, Elizabeth and Victoria Lejonhjärta, Letitia Wright, Bria Vinaite, Эмма Робертс, Syd, Мишель Родригес и сам Дрейк. Эванс призналась в своём Инстаграме, что сочла за честь работу над этим видео.

## Награды и номинации
| Год  | Организация              | Награда               | Результат |
| ---- | ------------------------ | --------------------- | --------- |
| 2018 | Teen Choice Awards       | Выбор летней песни    | Номинация |
| 2018 | iHeartRadio MMVAs        | Лучший режиссёр       | Номинация |
| 2018 | iHeartRadio MMVAs        | Песня лета            | Номинация |
| 2018 | BET Hip Hop Awards       | Сингл года            | Номинация |
| 2019 | Grammy Awards            | Лучшее рэп-исполнение | Номинация |
| 2019 | iHeartRadio Music Awards | Хип-хоп песня года    | Номинация |

## Чарты
| Чарт (2018)                                | Наивысшая позиция |
| ------------------------------------------ | ----------------- |
| Argentina (Argentina Hot 100)              | 25                |
| Австралия (ARIA)                           | 1                 |
| Australia Urban (ARIA)                     | 1                 |
| Австрия (Ö3 Austria Top 40)                | 6                 |
| Бельгия/Фландрия (Ultratop 50)             | 20                |
| Бельгия/Валлония (Ultratip Bubbling Under) | 6                 |
| Канада (Billboard Canadian Hot 100)        | 1                 |
| Канада (Billboard CHR/Top 40)              | 3                 |
| Чехия (Singles Digitál Top 100)            | 23                |
| Дания (Tracklisten)                        | 3                 |
| Финляндия (Suomen virallinen lista)        | 13                |
| Франция (SNEP)                             | 26                |
| Германия (GfK)                             | 9                 |
| Greece (IFPI)                              | 3                 |
| Венгрия (Single Top 40)                    | 29                |
| Венгрия (Stream Top 40)                    | 11                |
| Ирландия (IRMA)                            | 2                 |
| Италия (FIMI)                              | 53                |
| Нидерланды (Single Top 100)                | 6                 |
| Новая Зеландия (Recorded Music NZ)         | 1                 |
| Норвегия (VG-lista)                        | 5                 |
| Португалия (AFP)                           | 7                 |
| Шотландия (OCC Scotland)                   | 10                |
| Словакия (Singles Digitál Top 100)         | 13                |
| Испания (PROMUSICAE)                       | 62                |
| Швеция (Sverigetopplistan)                 | 4                 |
| Швейцария (Schweizer Hitparade)            | 7                 |
| Великобритания (OCC UK Singles)            | 1                 |
| Великобритания (OCC UK Hip Hop/R&B)        | 1                 |
| США (Billboard Hot 100)                    | 1                 |
| США (Billboard Dance Club Songs)           | 30                |
| США (Billboard Hot R&B/Hip-Hop Songs)      | 1                 |
| США (Billboard Pop Airplay)                | 11                |
| США (Billboard Rhythmic)                   | 1                 |

| Чарт (2018)                          | Позиция |
| ------------------------------------ | ------- |
| Australia (ARIA)                     | 22      |
| Belgium (Ultratop Flanders)          | 100     |
| Canada (Canadian Hot 100)            | 9       |
| Denmark (Tracklisten)                | 30      |
| Ireland (IRMA)                       | 11      |
| Netherlands (Single Top 100)         | 69      |
| New Zealand (Recorded Music NZ)      | 11      |
| Sweden (Sverigetopplistan)           | 57      |
| UK Singles (Official Charts Company) | 7       |
| US Billboard Hot 100                 | 11      |
| US Hot R&B/Hip-Hop Songs (Billboard) | 5       |
| US Mainstream Top 40 (Billboard)     | 44      |

## Сертификации
| Регион | Сертификация  | Продажи   |
| --- | ------------- | --------- |
| Австралия (ARIA) | 3× Платиновый | 210 000   |
| Бразилия (ABPD) | Золотой       | 30,000    |
| Канада (Music Canada) | 4× Платиновый | 320 000   |
| Дания (IFPI Danmark) | Золотой       | 45 000    |
| Франция (SNEP) | Золотой       | 100 000   |
| Новая Зеландия (RMNZ) | Платиновый    | 30 000    |
| Portugal (AFP) | Gold          | 5,000     |
| Великобритания (BPI) | 3× Платиновый | 1 800 000 |
| США (RIAA) | 3× Платиновый | 378,000   |
| * Данные о продажах приведены только на основе сертификации. · ^ Данные о тиражах приведены только на основе сертификации. · Данные о продажах + прослушиваниях приведены только на основе сертификации. |               |           |